# El príncipe de la niebla
El príncipe de la niebla es una novela     juvenil de Carlos Ruiz Zafón publicada en el año 1993, y, que pertenece a "la trilogía de la niebla", del mismo autor. La trama transcurre en 1943, en un pueblo a las orillas del Atlántico, durante la Segunda Guerra Mundial. Fue catalogada como una de las mejores novelas juveniles de Carlos Ruíz Zafón. Ha obtenido varios premios literarios junto a otras novelas del autor como La sombra del viento, Marina, El palacio de la medianoche, entre otras.

## Sinopsis
El nuevo hogar de los Carver, que se han mudado a la costa huyendo de la ciudad y de la guerra, está rodeado de misterio.
Todavía se respira el espíritu de Jacob, el hijo de los antiguos propietarios, que murió ahogado. Las extrañas circunstancias de esa muerte sólo se empiezan a aclarar con la aparición de un diabólico personaje: el Príncipe de la Niebla, capaz de conceder cualquier deseo a una persona; eso sí, a un alto precio.

## Personajes principales
- Max: Es el protagonista principal de la historia. Tiene 13 años. Es una persona que va madurando a lo largo de la historia. Tiene dos hermanas: Alicia e Irina. Nunca había visto el mar, se impresiona mucho al verlo. Es inteligente, audaz, y un poco asustadizo. También le gusta mucho la aventura y descubrir cosas.
- Alicia: Es la hermana mayor de Max, descrita como muy atractiva Tiene 15 años. Está enamorada de Roland, quien le corresponde. A lo largo de la historia cultiva una relación con él.
- Roland: Es un joven de 17 años. Vive con su "abuelo" el farero, y tiene una cabaña en la playa. Le gusta bucear e ir en bicicleta. Habrá una gran relación entre él y Alicia, la hermana de Max. A lo largo de la historia, se revela que Roland es en realidad Jacob Fleischmann, hijo de Richard Fleischmann y Eva Gray. Él resulta ser la piedra central del conflicto con el Dr. Caín, y debe morir para que la promesa de su padre se cumpla.
- Víctor: Abuelo adoptivo de Roland y el farero del pueblo. Aparenta menos edad de la que tiene. Es ingeniero, construyó el faro por su cuenta en 1919. De media estatura, piel pálida, canas y ojos verdes. Naufragó en el Orpheus. Es el viejo amigo de Richard slotterberck y anterior pretendiente de Eva Gray. Conoció al Dr. Caín en su infancia junto con su amigo Angus, pero jamás cerró un trato con él.
- Príncipe de la Niebla. Es el Dr. Caín. Sus ojos cambian de color, nunca parpadea, y tiene una voz grave y pausada. Usualmente se presenta como un caballero joven, pero también toma la forma de un payaso y una sombra de agua. Se le llega a describir como un cambia formas o un fantasma. Gran conocedor de la magia, funge como un contratista que cumple los deseos de la gente a cambio de lealtad absoluta. En cuanto se cierra un trato con él, es imposible huir de las consecuencias. Para él el tiempo no existe, lo considera una tontería y en más de una ocasión explica que se trata de una ilusión. Se le asocia con el símbolo de una estrella de seis puntas y un jardín de estatuas a lo largo de la historia.

## Personajes secundarios
- Irina. Es la Hermana pequeña de Max. Tiene 8 años. Al llegar al pueblo convence a sus padres para adoptar a un gato, que le trae mala suerte a la familia. Más adelante en la historia, el gato demuestra tener relación con el Dr. Caín.
- Maximilian Carver. Padre de Max. Es relojero. Él es quien decide irse a vivir a un pueblo de la costa del Atlántico, buscando escapar de la guerra.. Durante unos días (donde se desarrolla el misterio) se va de casa con su mujer para acompañar a Irina al hospital.

- Andrea Carver. Madre de Max. Durante unos días se va de casa con su marido e Irina al hospital.

- Eva Gray. Hija de un tirano catedrático de Química, la mujer de Richard Fleischmann y madre de Jacob. Estudiaba con Víctor Kray, con quien compartía una amistad cercana.

- Richard Fleischmann. Padre de Jacob y cónyuge de Eva Gray. Muere por una rara enfermedad debido a que no entregó a su primer hijo como pago al Dr. Caín. Estudiaba con Eva Gray y Victor Kray.

- Angus. Amigo de la infancia de Víctor Kray. Cierra un pacto con el Dr. Caín: lealtad absoluta  a cambio de la readmisión de su padre en el trabajo. La forma en que Caín decide cobrar su lealtad es ordenándole que queme la fábrica de ropa del pueblo. Angus se rehúsa a hacerlo, y poco después es encontrado muerto en una vía de tren con una estrella de seis puntas en su cuerpo.
- El gato negro de Irina. Es un gato negro que adopta Irina

## Premios
- Premio Edebé de Literatura Juvenil